# Fusil de chasse à double canon

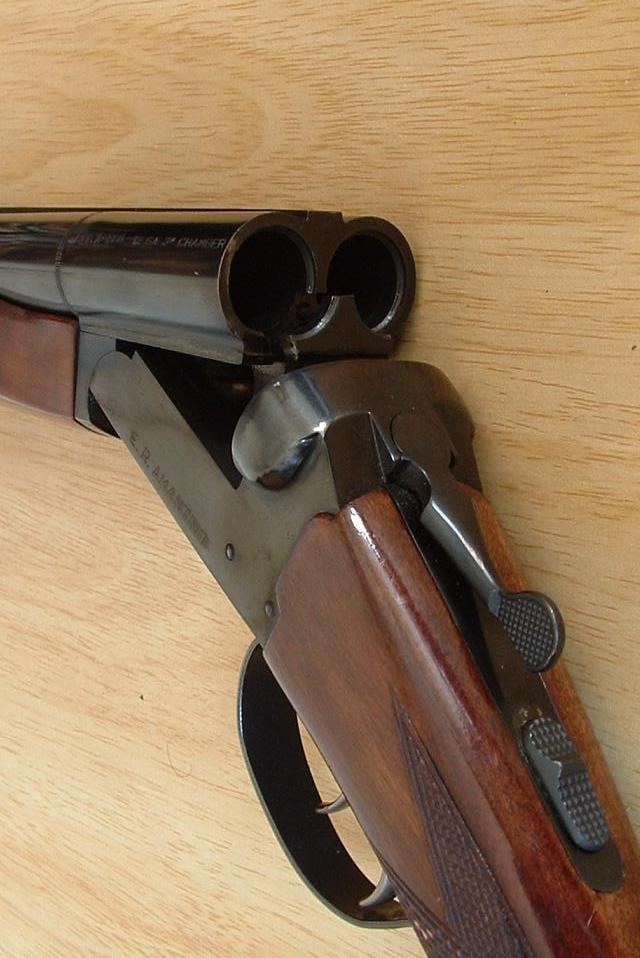
Fusil à double canon juxtaposés en position « cassée ».

Un fusil de chasse à double canon est un fusil de chasse avec deux canons parallèles alignés horizontalement (juxtaposés) ou verticalement (superposés).

## Configuration
Les fusils à double canon modernes, souvent désignés doubles, sont presque universellement à canons basculants dans lequel l'ensemble des canons se désolidarise de la culasse et de la platine du système de percussion en basculant d'un bloc vers l'avant, selon un axe perpendiculaire au plan de l'arme permettant un déchargement et rechargement particulièrement simple.
Comme il n'y a pas de mouvement de va-et-vient nécessaire pour éjecter et recharger les cartouches, les doubles sont plus compacts que les modèles à répétition tels que les fusils à pompe ou les fusils à levier d'armement de sous-garde comme les fusils Colt-Burgess ou les Winchester.

### Configuration du canon

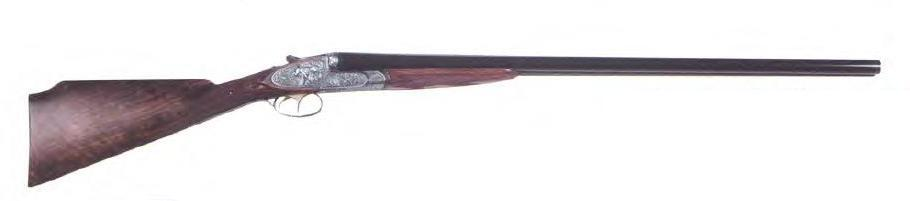
Fusil de chasse à canons juxtaposés basculants à 2 coups

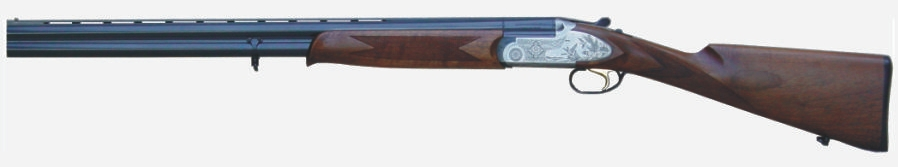
Fusil de chasse à canons superposés basculants à 2 coups

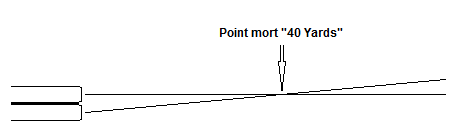
Trajectoires des décharges pour un fusil à canon double superposé

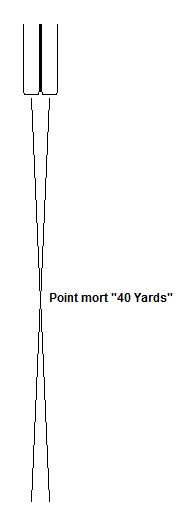
Trajectoires des décharges pour un fusil à canon double juxtaposé

Les fusils à double canon sont déclinés dans deux configurations de base :
- Les fusils à canons côte à côte (ou juxtaposés)
- Les fusils à canons l'un au-dessus de l'autre (ou superposés)

Les premiers fusils à double canon étaient presque tous à canons juxtaposés, ce qui était la configuration la plus pratique pour les armes à chargement par la bouche.
Les premiers fusils de chasse à cartouches étaient également à canons juxtaposés car ils gardaient les deux marteaux apparents (percuteurs dissociés du chien) des fusils à chargement par la bouche dont ils étaient issus.
La configuration à canons superposés est introduite dès le moment où les armes sans marteaux commencent à devenir courantes.
L'un des avantages significatifs des doubles canons sur les fusils à répétition à canon unique est la possibilité d'avoir deux étranglements (choke) différents sur la même arme. Dans les sports de tir, comme le skeet shooting, qui mettent en œuvre des cibles se déplaçant dans une fourchette étroite de distances, un seul étranglement est nécessaire. Par contre, dans les sports, comme le ball-trap, dans lesquels les cibles se déplacent sur une grande distance, s'approchant ou s'éloignant du tireur, avoir deux étranglements différents permet de choisir le meilleur patron (dispersion) pour chaque distance.
Leur inconvénient réside dans le fait que les canons d'un fusil à double canon, juxtaposés ou superposés, ne sont pas parallèles, mais légèrement convergents, de sorte que les décharges convergent aussi, généralement vers un point « mort » situé à environ 40 yards (36,6 mètres) de la sortie du canon.
Pour les canons juxtaposés, la décharge poursuit son chemin vers le côté opposé de la nervure après le point de convergence (40 yards). Pour les canons superposés avec une nervure parallèle, seule la décharge du canon inférieur ne sera pas parallèle à la nervure. Après le point mort des 40 yards, la décharge du canon inférieur poursuit au dessus de la décharge du canon supérieur.
Ainsi, les fusils de chasse à double canon ne sont précis qu'à des distances de chasse pratiques, bien que la portée de leurs munitions dépasse facilement quatre à six fois cette distance.
Les fusils à canons juxtaposés sont souvent plus chers et peuvent demander plus de pratique pour viser efficacement que les fusils à canons superposés.
Le recul, dans un juxtaposé, est décentré ce qui peut rendre le tir plus douloureux par rapport à un superposé, à un fusil à un seul coup ou à un fusil à pompe. Les fusils à rechargement par emprunt de gaz et, dans une moindre mesure, ceux à rechargement par recul, auront moins de recul.
Les juxtaposés, plus que les superposés, ont des crosses traditionnelles « rabattables », où la fin de la crosse vire légèrement vers la droite, permettant à un tireur droitier de viser plus facilement.
Les fusils de chasse à double canon sont également intrinsèquement plus sûrs, car si le fusil est chargé ou est prêt à tirer, cela peut être constaté par toute personne présente : Si les canons sont en position « cassée » (voir Fusil à canon basculant), c'est-à-dire ouverte, l'arme ne peut pas tirer. De même, les doubles canons sont plus faciles à examiner pour voir s'ils sont chargés par rapport aux fusils à pompe ou semi-automatiques, ou aux fusils de chasse dont culasse doit être ouverte et la chambre examinée de près ou par toucher ; avec un double canon (ou un fusil à simple canon basculant), si l'arme est chargée, à savoir que des cartouches sont présentes dans la chambre, cela se voit facilement et immédiatement d'un seul coup d’œil. Même chose si l'arme est déchargée.

## Mécanisme de détente
Les premiers doubles canons utilisent deux queues de détente, une pour chaque canon. Celles-ci sont situées d'avant en arrière à l'intérieur du pontet, l'index étant utilisé pour déclencher l'une ou l'autre, avoir deux doigts à l'intérieur du pontet pouvant provoquer un recul très indésirable qu'induirait une double décharge. La configuration avec deux queues de détente est typiquement faite pour les tireurs droitiers. Avec une double détente, il est possible d'actionner les deux déclencheurs en même temps, permettant de tirer deux coups en même temps, bien que cela ne soit généralement pas recommandé car impliquant le doublement du recul. Dans certains cas, décharger les deux canons en même temps est fait volontairement. Cela a longtemps été une astuce de chasse utilisée par les chasseurs d'éléphant utilisant des fusils à double canon de calibre 8, tirant deux balles de deux onces (56,7 grammes) permettant de freiner, voire de stopper, la course de l'animal à courte portée.
Les modèles suivants utilisent une queue de détente unique qui décharge alternativement les canons. Elle est nommée queue de détente sélective unique (en anglais single selective trigger ou SST). La SST ne permet pas de décharger les deux canons en même temps puisqu'il faut l'actionner deux fois pour ce faire. Le passage d'un canon à l'autre peut se faire par un système de type mécanisme d'horlogerie, dans lequel une came alterne entre les canons, soit par un système inertiel, où le recul du tir de la première décharge fait basculer la queue de détente vers l'autre canon. Un fusil à double canon avec un déclencheur inertiel fonctionne mieux avec des cartouches à pleine puissance; la plupart du temps, le tir avec des cartouches à faible recul ne permet pas de faire basculer le déclencheur à inertie de manière fiable, ce qui provoque une défaillance apparente de tir lorsque l'on actionne la détente une deuxième fois pour tirer avec le second canon (cela peut également se produire si la première cartouche ne fonctionne pas). En général, il existe une méthode de sélection de l'ordre dans lequel les canons d'un fusil de chasse peuvent tirer avec une SST ; souvent cela se fait en actionnant la sécurité, en poussant d'un côté pour sélectionner le premier canon et de l'autre côté pour sélectionner le second canon. Dans le cas où le déclencheur inertiel ne bascule pas vers le second canon lors de l'utilisation de cartouches à faible recul, la sélection manuelle du second canon permet de faire feu lorsque la détente est actionnée à nouveau.
L'un des avantages d'un fusil à double canon, avec double détente ou SST, est qu'un second coup peut être tiré presque immédiatement après le premier, sans retirer le fusil de la position de tir sur l'épaule et sans aucune autre action que celle d'appuyer sur la détente, en utilisant différents étranglements pour les deux tirs (en supposant, bien sûr, l'utilisation de munition à pleine puissance, à tout le moins pour un fusil à double canon avec une SST inertielle afin de faire basculer le déclencheur d'un canon à l'autre). Cela peut être sensiblement plus rapide qu'avec un fusil à pompe qui nécessite un mouvement de pompe pour éjecter et recharger pour le second tir, et plus rapide, en tous cas pas plus lent, qu'un fusil semi-automatique. Il est à noter, cependant, que ni le fusil à pompe, ni le fusil semi-automatique ne permettent un étranglement différent entre le premier et le deuxième coup, alors que pour un double canon, les tirs sont font généralement avec des étranglements différents. Ainsi, en fonction du type de tir à effectuer, le tireur peut choisir quasiment instantanément le bon étranglement. Par exemple, lors d'une chasse avec comme gibier des oiseaux, le premier coup est généralement plus proche que le second parce que les oiseaux, effrayés, ont tendance à s'éloigner du tireur ; par conséquent, l'étranglement le plus ouvert (donc le canon correspondant) sera choisi pour le premier coup, et, si un second tir est nécessaire, comme les oiseaux sont plus éloignés, le choix portera sur l'étranglement le plus fermé (pour une gerbe de plomb plus efficace à longue distance). À l'inverse, pour une chasse en battue, où les oiseaux sont rabattus vers le tireur, l'étranglement le plus fermé (distance efficace la plus longue) doit être choisi en premier, de manière à garder l'étranglement le plus ouvert (distance efficace la plus courte) pour les oiseaux plus proches au moment du second tir. Rien de tout cela n'est possible avec des fusils de chasse à canon unique.

## Réglage
Le réglage est un terme utilisé pour les armes à feu à canons multiples qui indique à quelle distance d'un même point tirent les canons. Le réglage est très important, car une arme à feu mal réglée peut, systématiquement, toucher la cible avec l'un des canons, mais la manquer avec l'autre, ce qui rend l'arme presque inutile pour tout ce qui requiert deux tirs. Heureusement, les courtes distances d'utilisation et la dispersion de la grenaille induisent un chevauchement important, donc une petite erreur dans le réglage ne se remarque généralement pas. En général, les fusils de chasse sont réglés pour attendre le point visé à une distance donnée, généralement à la distance maximale attendue, c'est-à-dire la distance à laquelle un étranglement complet est utilisé et pour lequel un réglage précis a le plus d'importance.

## Sources et références
- (en) Cet article est partiellement ou en totalité issu de l’article de Wikipédia en anglais intitulé « Double-barreled shotgun » (voir la liste des auteurs).

1. 1 2 3  (en) John Barsness, « Twin barrel myths: side-by-side vs. over-under », juillet 2010